# Thermopsis dolichocarpa
Thermopsis dolichocarpa är en ärtväxtart som beskrevs av V.A.Nikitin. Thermopsis dolichocarpa ingår i släktet lupinväpplingar, och familjen ärtväxter. Inga underarter finns listade i Catalogue of Life.